# Kahoru Sasajima
Kahoru Sasajima (笹島 かほる, Sasajima Kaoru, nascida em 4 de outubro de 1974) é uma dubladora japonesa. Ela é de Tóquio, Japão e faz parte da Arts Vision.

## Dublagem

### Animes
- Hoshin Engi (anime de 1999), Likouha
- Fruits Basket (anime de 2001), Girl
- Happy World! (OVA de 2002), Motoko[1]
- Happy Lesson (anime de 2002), Satsuki Gokajo[2]
- Tokyo Underground (anime de 2002), Tail Ashford
- Sister Princess: Re Pure (anime de 2002), Jiiya
- Moekan (OVA de 2003–2004), 隷[3]
- True Love Story (OVA de 2003), Kiriya Satomi[4]
- Happy Lesson Advance (anime de 2003), Satsuki Gokajo[5]
- Saiyuki Reload (anime de 2003) Kouryu
- Shadow Star: Mukuro Naru Hoshi Tama Taru Ko (anime de 2003), Natsuki Honda
- Raimuiro Senkitan (anime de 2003), Asa Katou,[6] Tema de Abertura
- Raimuiro Senkitan: The South Island Dream Romantic Adventure (OVA de 2004), Asa Katou,[6] Tema de Abertura
- Happy Lesson The Final (OVA de 2004), Satsuki Gokajo[7]
- Hit o Nerae! (anime de 2004) Kazumi Hayakawa[8]
- Saiyuki Gunlock (anime de 2004) Kouryu
- Daphne in the Brilliant Blue (anime de 2004), Rosemary
- Gantz (anime de 2004), Mika Kanda
- Major (anime de 2004) Ryota Sawamura
- Akahori Gedou Hour Rabuge (anime de 2005), Kaoruko Sajima[9]
- Zettai Seigi Love Pheromone (anime de 2005), Kaoruko Sajima[9]
- Hininden Gausu (2005 OVA), Kaese
- Kidō Shinsengumi Moeyo Ken (anime de 2005) Kiyomi Watase
- MÄR (anime de 2005-2007), Pluto
- Bakkyuu HIT! Crash Bedaman (anime de 2006), Hitto Tamaga[10]
- Kagihime Monogatari Eikyū Alice Rondo (anime de 2006), Jack Jacqueline[11]
- Musashi Gundoh (anime de 2006), Toyotomi Hideyori
- Saiunkoku Monogatari (anime de 2006), Yōshun
- GeGeGe no Kitaro (anime de 2007), Hanako
- Saiyuki Reload: Burial (2007 OVA), Kouryu
- Net Ghost PiPoPa (anime de 2008), Mamoru Shindo
- Spice and Wolf II (anime de 2009), Lant[12][13]
- Level E (anime de 2011), Taiyo Akagawa
- The Knight in the Area (anime de 2012), Misaki Hanai

### Dublagem

#### Ao vivo
- Heidi como Peter (Quirin Agrippi)[14]
- The Lobster como Empregada Doméstica (Ariane Labed)[15]

#### Animação
- X-Men: Evolution como Amanda Sefton

## Singles e álbuns
- トゥルーラブストーリー Summer days, and yet ... プレキャラクターシリーズ Vol．2 桐屋里未. 2 de maio de 2003[16]
- HAPPY☆LESSON｢直球ヴィーナス｣(五箇条さつき)[17]
- "Cold Flowers" (凛花, "Rinka")  lançado em 25 de dezembro de 2002,[18] e classificado em 131º lugar nas paradas de singulares da Oricon.[19]
- "Asa Katou" (加藤麻)  álbum de música com imagem homônima, lançado em 7 de maio de 2003.[20]
- さりげないきずな lançado em 10 de dezembro de 2003[21]